# Break Blade
Break Blade (ブレイク ブレイド?, Bureiku Bureido) è un manga scritto e disegnato da Yunosuke Yoshinaga, pubblicato dal 2006 da Flex Comix prima su Shōnen Blood, successivamente su FlexComix Blood poi sulla rivista web Comic Meteor dove si è concluso nel 2022. In Italia è stato pubblicato dal 2009 da GP Manga ma attualmente sospesa al nono volume per volontà di Holp Shuppan, società subentrata nel 2012 nell'acquisizione di Flex Comix e quindi dei diritti dell'opera.
Dal manga sono stati tratti sei film da cinquanta minuti ciascuno e usciti nei cinema dal maggio 2010 al marzo 2011. Dall'aprile 2014 al giugno 2014 è stata trasmessa in TV una nuova versione, in dodici episodi, dei sei film già usciti con scene inedite, non animate e usate precedentemente e anche una nuova opening e ending. Era previsto anche un OAV basato su un soggetto inedito dell'autore. A dicembre 2016 è stata annunciata la cancellazione del progetto dell'OAV.

## Trama
Nel continente di Cruzon gli abitanti sono in grado di usare fin dalla nascita la “magia”, ovvero un flusso d'energia che permette di manipolare e controllare il quarzo. È grazie a ciò se tutti i macchinari di Cruzon sono in grado di essere usati, compresi i “Golem”, enormi mecha da guerra.
Lygart Arrow, protagonista dell'opera, è uno dei rari “unsorcercers”, cioè incapaci di usare la magia e quindi di utilizzare qualsiasi macchinario. Lygart si trova coinvolto nella guerra tra i regni di Krishna e Athens quando le forze armate di Athens iniziano a invadere i primi. Hodr e Sigyn, regnanti di Krishna e vecchi amici di Lygart, chiedono il suo aiuto contro l'invasione dell'esercito di Athens in cui si trova anche Zess, loro vecchio amico, pilotando un antico e potente Golem recentemente scoperto, che può essere usato solo da un unsorcercer come lui. Inizialmente esitante, Lygart decide di scendere in campo per concludere la guerra e salvare i suoi amici.

## Media

### Manga
Il manga,  scritto da Yunosuke Yoshinaga,  è stato inizialmente serializzato sulla rivista Shonen Blood dall'ottobre al novembre 2006, per poi proseguire su FC Blood dal 1º gennaio 2007 all'8 febbraio 2012 ed infine su Comic Meteo dal 25 luglio dello stesso anno al 12 ottobre 2022. I capitoli sono stati raccolti in 20 volumi tankōbon pubblicati dal 10 aprile 2007 al 12 ottobre 2022.
In Italia la serie è stata pubblicata da GP Manga dall'11 ottobre 2009 al 21 aprile 2012 interrompendosi al nono volume per volontà di Holp Shuppan, società subentrata nel 2012 nell'acquisizione di Flex Comix, la quale ha negato i diritti di distribuzione all'estero.

#### Volumi
| 1  | 10 aprile 2007 | ISBN 978-4-7973-4142-3                                                      | 11 ottobre 2009  | ISBN 978-88-6468-025-5 |
| 1  | Capitoli - 1. Unsorcerer (魔力無者?, Maryoku mu-sha) - 2. Combattimento diretto (接触戦闘?, Sesshoku sentō) - 3. Combattimento diretto (2) (接触戦闘2?, Sesshoku sentō 2) - 4. Preparativi di guerra (戦闘準備?, Sentō junbi) |                                                                             |                  |                        |
| 2  | 12 settembre 2007 | ISBN 978-4-7973-4433-2                                                      | 15 novembre 2009 | ISBN 978-88-6468-026-2 |
| 2  | Capitoli - 5. (宣戦布告?, Sensen fukoku) - 6. (王都防衛?, Ōto bōei) - 7. - 8. - 9. |                                                                             |                  |                        |
| 3  | 12 marzo 2008 | ISBN 978-4-7973-4704-3                                                      | 13 dicembre 2009 | ISBN 978-88-6468-027-9 |
| 3  | Capitoli - 10. - 11. - 12. - 13. - 14. |                                                                             |                  |                        |
| 4  | 11 settembre 2008 | ISBN 978-4-7973-5015-9                                                      | 24 gennaio 2010  | ISBN 978-88-6468-028-6 |
| 4  | Capitoli - 15. - 16. - 17. - 18. - 19. - 20. |                                                                             |                  |                        |
| 5  | 10 febbraio 2009 | ISBN 978-4-7973-5290-0                                                      | 14 marzo 2010    | ISBN 978-88-6468-029-3 |
| 5  | Capitoli - 21. - 22. - 23. - 24. - 25. |                                                                             |                  |                        |
| 6  | 9 luglio 2009 | ISBN 978-4-7973-5543-7                                                      | 6 giugno 2010    | ISBN 978-88-6468-030-9 |
| 6  | Capitoli - 26. - 27. - 28. - 29. - 30. |                                                                             |                  |                        |
| 7  | 11 dicembre 2009 | ISBN 978-4-7973-5754-7 (ed. regolare) ISBN 978-4-593-85628-2 (ed. limitata) | 25 luglio 2010   | ISBN 978-88-6468-118-4 |
| 7  | Capitoli - 31. - 32. - 33. - 34. - 35. - 36. |                                                                             |                  |                        |
| 8  | 26 maggio 2010 | ISBN 978-4-7973-5967-1                                                      | 16 aprile 2011   | ISBN 978-88-6468-419-2 |
| 8  | Capitoli - 37. - 38. - 39. - 40. - 41. - 42. |                                                                             |                  |                        |
| 9  | 11 dicembre 2010 | ISBN 978-4-7973-6295-4 (ed. regolare) ISBN 978-4-593-85631-2 (ed. limitata) | 21 aprile 2012   | ISBN 978-88-6468-420-8 |
| 9  | Capitoli - 43. - 44. - 45. - 46. - 47. - 48. - 49. |                                                                             |                  |                        |
| 10 | 12 agosto 2011 | ISBN 978-4-7973-6628-0 (ed. regolare) ISBN 978-4-593-85633-6 (ed. limitata) | —                | —                      |
| 10 | Capitoli - 50. - 51. - 52. |                                                                             |                  |                        |
| 11 | 9 novembre 2012 (ed. limitata) 12 novembre 2012 (ed. regolare) | ISBN 978-4-593-85710-4 (ed. regolare) ISBN 978-4-593-85711-1 (ed. limitata) | —                | —                      |
| 11 | Capitoli - 53. - 54. - 55. - 56. - 57. |                                                                             |                  |                        |
| 12 | 12 giugno 2013 | ISBN 978-4-593-85733-3                                                      | —                | —                      |
| 12 | Capitoli - 58. - 59. - 60. - 61. - 62. - 63. - 64. |                                                                             |                  |                        |
| 13 | 12 maggio 2014 | ISBN 978-4-593-85776-0                                                      | —                | —                      |
| 13 | Capitoli - 65. - 66. - 67. - 68. - 69. - 70. - 71. |                                                                             |                  |                        |
| 14 | 11 aprile 2015 | ISBN 978-4-593-85803-3                                                      | —                | —                      |
| 14 | Capitoli - 72. - 73. - 74. - 75. - 76. - 77. |                                                                             |                  |                        |
| 15 | 30 marzo 2016 | ISBN 978-4-593-85830-9                                                      | —                | —                      |
| 15 | Capitoli - 78. - 79. - 80. - 81. - 82. - 83. |                                                                             |                  |                        |
| 16 | 8 agosto 2017 | ISBN 978-4-593-85865-1                                                      | —                | —                      |
| 16 | Capitoli - 84. - 85. - 86. - 87. - 88. - 89. |                                                                             |                  |                        |
| 17 | 11 dicembre 2018 | ISBN 978-4-86675-042-2                                                      | —                | —                      |
| 17 | Capitoli - 90. - 91. - 92. - 93. - 94. |                                                                             |                  |                        |
| 18 | 17 marzo 2020 | ISBN 978-4-86675-098-9                                                      | —                | —                      |
| 18 | Capitoli - 95. - 96. - 97. - 98. - 99. |                                                                             |                  |                        |
| 19 | 12 ottobre 2022 | ISBN 978-4-86675-245-7                                                      | —                | —                      |
| 19 | Capitoli - 100. - 101. - 102. |                                                                             |                  |                        |
| 20 | 12 ottobre 2022 | ISBN 978-4-86675-246-4                                                      | —                | —                      |
| 20 | Capitoli - 103. |                                                                             |                  |                        |

### Anime
Un adattamento anime diretto da Nobuyoshi Habara è stato prodotto dagli studi d'animazione Production I.G e Xebec e trasmesso su Tokyo MX dal 6 aprile al 22 giugno 2014 per un totale di dodici episodi. La sigla d'apertura si intitola Junction Heart e viene cantata da Sayaka Sasaki mentre quella di chiusura è Itoshiki kōi yo, michibike hikari e (愛しき抗いよ、導け光へ?) e viene interpretata da Aira Yūki.
La serie non altro è che un rimontaggio dei sei film cinematografici, che includono delle scene inedite.

#### Episodi
| Nº | Titolo italiano (traduzione letterale) Giapponese 「Kanji」 - Rōmaji                                                     | In onda        | In onda |
| Nº | Titolo italiano (traduzione letterale) Giapponese 「Kanji」 - Rōmaji                                                     | Giapponese     |         |
| 1  | Un Sorcerer (senza-magia) 「アン・ソーサラー（魔力無者）」 - An Sōsarā (maryoku musha)                                   | 6 aprile 2014  |         |
| 2  | Under Golem (l'antico soldato gigante) 「アンダー・ゴゥレム（古代巨兵）」 - Andā Gouremu (kodai kyohei)                  | 13 aprile 2014 |         |
| 3  | Not Bad (negoziati per cessate il fuoco) 「ノット・バッド（停戦交渉）」 - Notto Baddo (teisen kōshō)                     | 20 aprile 2014 |         |
| 4  | Close Combat (combattimento ravvicinato) 「クロース・コンバット（近接戦闘）」 - Kurōsu Konbatto (kinsetsu sentō)         | 27 aprile 2014 |         |
| 5  | Counter Attack (contrattacco) 「カウンター・アタック（逆撃強襲）」 - Kauntā Atakku (gyaku Kyōshū)                        | 4 maggio 2014  |         |
| 6  | Whirlwind (vortice d'aria) 「ワール・ウィンド（疾風怒濤）」 - Wāru Uindo (shippūdotō)                                    | 11 maggio 2014 |         |
| 7  | Night Before (la notte prima della sortita) 「ナイト・ビフォア（出撃前夜）」 - Naito Bifoa (shutsugeki zen'ya)           | 18 maggio 2014 |         |
| 8  | Wasteland (terra desolata) 「ウェイスト・ランド（死地凶変）」 - Ueisuto Rando (shichi kyōhen)                            | 25 maggio 2014 |         |
| 9  | Showdown (resa dei conti) 「ショウ・ダウン（竜虎宣戦）」 - Shō Daun (ryūko sensen)                                       | 1º giugno 2014 |         |
| 10 | Lighting Speed (velocità fulminea senza pari) 「ライトニング・スピード（神速無双）」 - Raitoningu Supīdo (shinsoku musō) | 8 giugno 2014  |         |
| 11 | Last Stand (fortezza inespugnabile) 「ラスト・スタンド（要害堅固）」 - Rasuto Sutando (yōgai kengo)                      | 15 giugno 2014 |         |
| 12 | Endless Fate (infinito ripetersi) 「エンドレス・フェイト（永劫回帰）」 - Endoresu Feito (eigō kaiki)                     | 22 giugno 2014 |         |